# Черновицкий дендропарк
Черновицкий дендрологический парк — дендрологический парк общегосударственного значения на Украине. Расположен в черте города Черновцы, по адресу улица Коцюбинского, 2.
Площадь 5 га. Современный статус — с 1983 года. Находится в ведении Черновицкого национального университета имени Юрия Федьковича. Центральный корпус университета — бывшая резиденция православных митрополитов Буковины и Далмации, построенная чешским архитектором Йозефом Главкой на месте старого епископского дома в 1864—1882 гг.
Дендропарк был спланирован в ландшафтном стиле одновременно с резиденцией. Огорожен каменной стеной высотой в три метра. Ухаживали за ним лучшие садоводы (обязательно с высшим образованием). Входом в парк является площадка с удивительными пирамидальными туями, в центре которой установлен бронзовый бюст Йозефу Главке. За ним девятиметровый колодец, пересохший в 1970-х годах, в котором когда-то была минеральная вода. Рядом растёт старая ель — ровесница парка. Около неё — два фонтана.
Большая часть дендропарка в ландшафтном стиле. Рядом с экзотическими видами деревьев здесь есть клёны, дубы, липы, грабы; растут также плакучие ивы, магнолия Суланжа, катальпа. Они создают сплошную защитную полосу по периметру парка. Эта полоса обеспечивает полную изоляцию дендропарка, создает ощущение абсолютного покоя.